# Mardochée Naggiar
Mardochée Naggiar, aussi appelé Mordachai Al Najjar, mort en 1840, est un savant tunisien du XIXe siècle issu d'une famille juive tunisienne.
Polyglotte, il travaille comme enseignant, drogman et traducteur pour les gouvernements tunisiens, français, allemands, suédois et néerlandais.
Ses travaux contribuent au développement des recherches orientalistes en Europe au XIXe siècle,. Il est l'auteur de plusieurs documents dont un dictionnaire de langue berbère.  
Ses dates de naissance et de mort ne sont pas connues. On sait qu'ayant vécu au début du XIXe siècle à Paris, sous le Consulat et le Premier Empire, il y a été en relation avec Silvestre de Sacy.